# 大膽美洲原銀漢魚
大膽美洲原銀漢魚，為輻鰭魚綱銀漢魚目擬銀漢魚科的其中一種，分布於美國麻州至德州、新墨西哥州格蘭特河、密西西比河及墨西哥淡水流域，為亞熱帶魚類，體長可達15公分，棲息在沙底質表層水域，以浮游生物為食，生活習性不明。